# Cucumis rigidus
Cucumis rigidus är en gurkväxtart som beskrevs av Ernst Meyer och Otto Wilhelm Sonder. Cucumis rigidus ingår i släktet gurkor, och familjen gurkväxter. Inga underarter finns listade i Catalogue of Life.